# Gebetbuch Maximilians I.

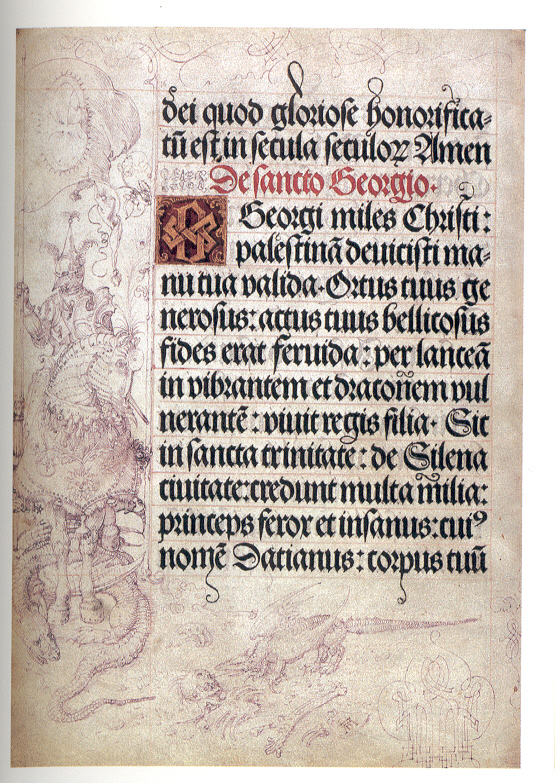
Aus dem Gebetbuch Kaiser Maximilians I., 1514/15: Gebet zum Heiligen Georg mit einer Randzeichnung (Feder) von Albrecht Dürer. Bayerische Staatsbibliothek, München

Das Gebetbuch Kaiser Maximilians I. ist ein Gebetbuch in lateinischer Sprache, das 1513 in Augsburg in einer Auflage von zehn Exemplaren gedruckt wurde.
Es war entweder zum persönlichen Gebrauch Kaiser Maximilians I., für den Sankt-Georgs-Orden oder als Geschenk für Gefolgsleute des Kaisers bestimmt und ist wegen seiner kunstvollen Typografie berühmt.
Ein Exemplar wurde von Albrecht Dürer und anderen führenden Künstlern der Zeit um 1514/1515 mit Randzeichnungen ausgeschmückt. Für wen dieses Exemplar illustriert wurde, ist bis heute unbekannt. Die Forschung geht allgemein davon aus, dass es für Kaiser Maximilian I. geschaffen wurde. Der Kuverteinband des Teils in Besançon zeigt unter anderem die Titel des Kardinals Albrecht von Brandenburg. Es ist nicht auszuschließen, dass die Illustration für diesen wichtigsten deutschen Kirchenmann seiner Zeit geschaffen wurde und nicht für den Kaiser. Die spätere Geschichte ist bisher nicht eindeutig erforscht. Auch ist nicht klar, wann und wo das Buch geteilt wurde. Der Teil mit den Zeichnungen Dürers und Cranachs fand seinen Weg nach München wohl zwischen 1598 und 1600. Hier ist er erstmals in einem Inventar der Kammergalerie von 1627/30 erwähnt. Der Teil in Besançon befindet sich seit Beginn des 18. Jahrhunderts dort.

## Inhalt und Druck
Das Gebetbuch enthält eine Sammlung verschiedener Psalmen, Hymnen, Evangelien und Gebete in lateinischer Sprache; der Kaiser selbst, so wurde vermutet, sei bei ihrer Abfassung beteiligt gewesen. Maximilian wünschte, der Druck sollte einer Handschrift ähnlich sein. Nach Vorlagen aus der kaiserlichen Kanzlei entwarf der Sekretär Vinzenz Rockner eine Vorlage für den Typensatz; sie gilt als Vorstufe der Fraktur. Das gedruckte Schriftbild wurde ergänzt durch mit der Hand ausgeführte Schnörkel. Die farbige Liniierung sowie die zum Teil gemalten Initialen unterstrichen den Eindruck einer Handschrift.

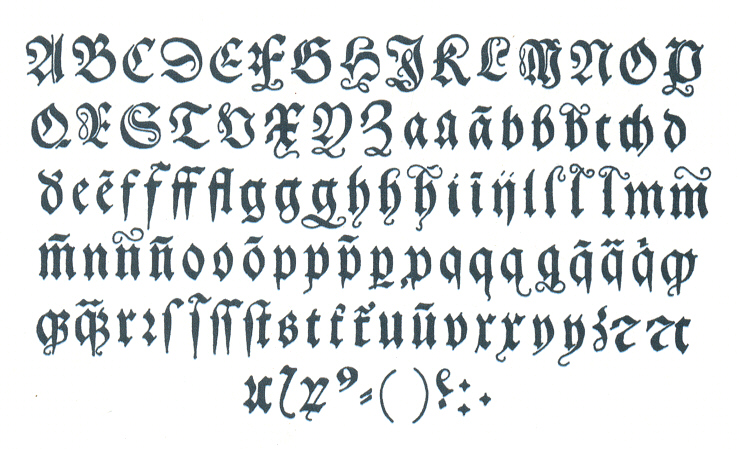
Typensatz des Gebetbuchs, 1513

Das Gebetbuch wurde 1513 vom kaiserlichen Hofdrucker Johann Schönsperger d. Ä. in Augsburg auf Pergament gedruckt; geplant waren zehn Exemplare, acht sind erhalten. Ein einziges Exemplar wurde von sieben führenden Künstlern der Zeit mit Randzeichnungen versehen, darunter Hans Burgkmair, Hans Baldung, Lucas Cranach d. Ä., Albrecht Altdorfer, Jörg Breu und Albrecht Dürer. Von diesem Buch wird der Teil mit den Zeichnungen Dürers und Cranachs in München aufbewahrt; der andere Teil mit den Zeichnungen von Baldung, Burgkmair und weiteren Künstlern befindet sich in Besançon.

## Rezeption
Unklar ist, ob das Werk zum persönlichen Gebrauch Kaiser Maximilians bestimmt war, für den Sankt-Georgs-Orden, der 1469 zur Abwehr der Türken gegründet worden war, oder überhaupt nur für Fürsten und Gefolgsleute Maximilians. Maximilian förderte die Druckkunst in besonderem Maße, insbesondere auch durch die Aufträge zu seiner Ehrenpforte. Neben dem Gebetbuch ließ er überdies den Weißkunig und den Theuerdank, an denen er zudem als Verfasser beteiligt war, aufwendig drucken. Deshalb wird das Gebetbuch in der Literatur unterdessen seiner Person zugeordnet. Für den 1517 gedruckten Theuerdank wurde der Typensatz wieder nach Rockners Entwürfen angefertigt; als Druckschrift fand sie als die Theuerdank noch längere Zeit im 16. Jahrhundert Verwendung.

## Ausgaben
- Karl Giehlow (Hrsg.): Kaiser Maximilians I. Gebetbuch. Mit Zeichnungen von Albrecht Dürer und anderen Künstlern. Faksimiledruck der Kunstanstalt Albert Berger in Wien. Selbstverlag, Wien / Bruckmann, München 1907.
- Hinrich Sieveking (Hrsg.): Das Gebetbuch Kaiser Maximilians. Der Münchner Teil mit den Randzeichnungen von A. Dürer und L. Cranach d. Ä. Rekonstruierte Wiedergabe. Prestel, München 1987, ISBN 3-7913-0823-8.